# ハイスクール・ミュージカル/ザ・ムービー
『ハイスクールミュージカル/ザ・ムービー』（High School Musical 3: Senior Year）は、『ハイスクール・ミュージカル』シリーズの3作目となる映画作品である。前2作はテレビ映画で放送されたが、今作では劇場版として公開された。また、今作はシリーズ第1部の完結編でもある。全米では2008年10月24日に、日本では2009年2月7日に公開された。前作同様ケニー・オルテガが監督と振り付けを担当し、メインキャストも同じである（新メンバーに3人がオーディションから選抜された）。

## あらすじ
最上級生（シニア）になったトロイやガブリエラ、ワイルドキャッツの仲間たちは、イースト高校卒業を目前にしている。しかし、トロイとチャド、ジーク、ジェイソンたちが出場しているバスケの決勝戦の前半では、相手チームに負けてしまっている（映画はここから始まる）。そしていよいよ後半戦、イースト高校でプレイする最後の16分間が始まるとき、トロイは悔いのない経験を仲間たちと共有したいと心から思う…。
試合を終えたワイルドキャッツは、それぞれに自分たちの進路について悩んでいた。それぞれの恋人や親友に別れを告げるときも、刻一刻と近づいていた。父親の希望通りにアルバカーキ大学でバスケの道に進むべきなのか、トロイも人知れず悩んでいた。ガブリエラはスタンフォード大学からの奨学金を受けることが決まっていたが、スタンフォードはアルバカーキから1000マイル（約1600Km）も離れた場所にあった。スタンフォードへの入学時期を１年遅らせようかと打ち明けるガブリエラに、トロイは「チャンスを先延ばしにしてはいけない」と言って背中を押そうとするが、本心はガブリエラと離れるべきではないと思っていた。
そんなとき、ワイルドキャッツの仲間たちは、卒業間近に行われる春のミュージカルに揃って出演することになる。ミュージカルのテーマは、それぞれの「シニアイヤー（＝卒業の年）」。コンサートの本番には、ジュリアード音楽院の奨学生の選考員が来ることが知らされる。しかも、その奨学金の候補者は、スター気取りのシャーペイと、その弟で振付担当のライアン、音楽担当のケルシーのほか、一人だけ申し込んだ覚えのないトロイの４人だった。

## キャスト

### 前作からのキャスト
トロイ・ボルトン (Troy Bolton)
演 - ザック・エフロン、日本語吹替 - 森田成一
卒業後はアルバカーキよりもガブリエラの進学先であるスタンフォード大学に近いカリフォルニア大学に進学。
ガブリエラ・モンテス (Gabriella Montez)
演 - ヴァネッサ・ハジェンズ、日本語吹替 - 折笠富美子
卒業後は奨学金を受け取りスタンフォード大学に進学。
シャーペイ・エヴァンス (Sharpay Evans)
演 - アシュレイ・ティスデイル、日本語吹替 - 永田亮子
卒業後はアルバカーキ大学のartに進学。
ライアン・エヴァンス (Ryan Evans)
演 - ルーカス・グラビール、日本語吹替 - 福山潤
今作ではピアノを弾くイケメンなキャラに成長している。姉の差し金もありケルシーをプロムに誘う。卒業後はジュリアード音楽院にダンスで推薦入学。
チャド・ダンフォース (Chad Danforth)
演 - コービン・ブルー、日本語吹替 - 関智一
卒業後はアルバカーキ大学にバスケ推薦で進学。
テイラー・マッカーシー (マッケシー、Taylor McKessie)
演 - モニーク・コールマン、日本語吹替 - 坂本真綾
卒業後はエール大学の政治学科に進学。
ケルシー・ニールセン (Kelsi Nielsen)
演 - オレーシャ・ルーリン、日本語吹替 - 榎本温子
前二作よりも垢抜けた可愛らしい姿になり、発言もハキハキしている。姉の差し金であったがライアンと良い関係になり、卒業後はジュリアード音楽院にピアノで推薦入学。
ジーク・ベイラー (Zeke Baylor)
演 - クリス・ウォーレン・Jr、日本語吹替 - 岸尾だいすけ
今作ではシャーペイとプロムに参加するなど本格的にカップルになっているが、プロムに誘うシーンはカットされている。卒業後はシェフになった。
マーサ・コックス (Martha Cox)
演 - ケイシー･ストロー
今作ではダンスが認められチアリーダーになっている。プロムにはジェイソンと参加した。卒業後はラヴァースプリングスカントリークラブでキッチンスタッフとして働いている。
ジェイソン・クロス(Jason Cross)
演 - ライン・サンボーン
サブキャラにもかかわらず、何故か日本語版では三作通して声優がいない他、ミュージカルでは2同様キャラが居なかったりする。プロムにはマーサと参加。卒業後はラヴァースプリングスカントリークラブでウェイターをしている。
ジャック・ボルトン (Jack Bolton)
演 - バート・ジョンソン、日本語吹替 - 内田直哉
ダーバス先生 (Ms.Darbus)
演 - アリソン・リード、日本語吹替 - 小宮和枝
ルシール・ボルトン (Lucille Bolton)
演 - レスリー・ウィング
ヴァンス・エヴァンス (Vance Evans)
演 - ロバート・カーティス・ブラウン
ダービー・エヴァンス (Darby Evans)
演 - ジェシカ・タック

### 今作からのキャスト
ジミー・“ザ・ロケット”・ザラ (Jimmie"The Rocket"Zara)
演 - マット・プロコップ、日本語吹替 - 水島大宙
トロイ達の後輩でワイルドキャッツ所属の2年生。明るい性格で、いつもドニーと一緒にいる。自称するザ・ロケットはワイルドキャッツでは「ロケットマン」と言われ、シャーペイからは「おもちゃのギャングみたい」と称された。ティアラとは喧嘩するほど仲が良いと言った具合だが、異性として気にはなっている。
演じたマットによるとジミーは「先輩を慕いつつもその座を狙っている」との事。
ドニー・ディオン (Donny Dion)
演 - ジャスティン・マーティン、日本語吹替 - 石井真
トロイ達の後輩でワイルドキャッツ所属の二年生。いつもジミーと共に行動するが、ジミーとは対照的に静かな性格をしている。
演じたジャスティンによれば「ドニーは冷静な性格なんだ」「だから、ジミーとコンビを組める」との事。
ティアラ・ゴールド (Tiara Gold)
演 - ジェマ・マッケンジー＝ブラウン、日本語吹替 - 佐古真弓
ロンドンの演劇学校から編入して来た2年生。シャーペイの付き人として働き始める。実は野望を隠し、それを成し遂げる為に付き人をしていたが野望は失敗した。本来のティアラはシャーペイ(わがまま)並に宜しくない性格をしている。ジミーとは喧嘩するほど仲が良い状態だが、異性として気にはなっている。
演じたジェマはティアラの性格を「性悪」と発言している。
チャーリー・ダンフォース（Charlie Danforth、チャドの父）
演 - デヴィッド・レイヴァーズ

## 進展
2007年2月にディズニーは、2008年にハロウィンがテーマの映画製作のプランを発表した。しかしディズニーは2007年9月にハロウィンがテーマの映画製作のプランを急遽取りやめ、代わりに「ハイスクール・ミュージカル」シリーズの続編を劇場版として製作することになった。Yahooニュースによると、最初の映画の原作者ピーター・バルソチーニはハイスクール・ミュージカルシリーズ3部作の脚本を書くと発表した。監督と振り付けのケニー・オルテガは3部作目に関わることが決まっている。(オルテガはアクセスハリウッドのインタビューでそれを認めた)
2008年7月13日に公式予告編がDisney ChannelとABC Familyで、2008年7月14日にディズニー・チャンネル ラテンアメリカなど世界中のディズニー・チャンネルで放送された。
10月24日全米公開。同日にサウンドトラックを全米で発売した。

## 来日
2009年1月25日、主役のザック・エフロンとヴァネッサ・ハジェンズが成田空港に来日し、約600人のファンが駆け付けた。
1月28日にはプレミアが品川プリンスホテルで行われ、「踊れ!ジャパンプレミア」のモットーのもとで数百人のファンが出席した。
1月29日、フジテレビの『めざましテレビ』内のインタビューに応じたほか、渋谷タワーレコードで行われたファンイベントに参加した。これは、2008年12月6日に新宿ピカデリーで発売された前売り券先着500名の中から抽選で選ばれた50名である。
インターネットやハガキ応募など、プレミアやファンイベントの参加募集は多数あったが、いずれも倍率が高いものとなった。

## 興行収入
北米では4200万ドルを記録して初登場1位となる。これはミュージカル映画として『マンマ・ミーア!』の記録を塗り替える歴代最高のオープニングとなった。